# Sandra Hermida Muñiz
Pour les articles homonymes, voir Hermida.
Sandra Hermida Muñiz, née le 22 juillet 1972 à Madrid, est une productrice et directrice de production espagnole. Elle a produit plus de 30 films nationaux et internationaux, tels que The Impatient Alchemist (2002), L'Orphelinat (2007), The Impossible (2012) et Quelques minutes après minuit (2016) et Le Cercle des neiges (2023).

## Carrière
Sandra Hermida Muñiz obtient une licence en image et son à l’université complutense de Madrid. Elle commence sa carrière cinématographique en 1998 en tant que coordinatrice (espagnol : regidora) du film La primera noche de mi vida, réalisé par Miguel Albaladejo. En 2000, elle travaille comme directrice de production sur le film El otro barrio, réalisé par Salvador García Ruiz (es).
En 2004, elle cofonde Colosé Producciones avec l’assistant de réalisation Javier Soto. La société produit notamment 9 días en Haití, un court documentaire d'Oxfam International, I Hate New York et Mirage.

## Filmographie
- 1999 : Famosos y familia (es) (série télévisée) : productrice
- 2000 : El otro barrio : directrice de production
- 2002 : 	The Impatient Alchemist : productrice
- 2003 : Los abajo firmantes (es) : productrice
- 2003 : Los abajo firmantes : productrice
- 2004 : Hipnos : productrice
- 2006 : Amor en defensa propia (es) : productrice
- 2006 : La Nuit des tournesols : productrice, directrice de production
- 2006 : Va a ser que nadie es perfecto (en) : productrice
- 2007 : L'Orphelinat : productrice déléguée, directrice de production
- 2007 : La torre de Suso : productrice
- 2008 : Las manos del pianista : productrice
- 2008 : Mediterranean Food : productrice déléguée
- 2008 : Retorno a Hansala : productrice
- 2008 : No se preocupe : productrice
- 2009 : Garbo: The Spy (en) : productrice déléguée
- 2009 : Spanish Movie : productrice
- 2010 : Biutiful : coproductrice
- 2011 : Entrevista : productrice
- 2011 : Ghost Graduation (en) : productrice
- 2012 : El escondite : productrice
- 2012 : The Impossible : productrice exécutive
- 2014 : L'Attrape-rêves : productrice exécutive
- 2014 : Autómata : productrice
- 2014 : Carmina y amén : productrice exécutive
- 2015 : 9 días en Haití (court métrage) : productrice exécutive
- 2016 : Quelques minutes après minuit : coproductrice
- 2016 : Petrona : productrice exécutif
- 2017 : L'Accusé : productrice
- 2017 : Le Secret des Marrowbone : productrice exécutive
- 2018 : I Hate New York : productrice
- 2018 : Mirage : productrice exécutive
- 2023 : Le Cercle des neiges : coproductrice
- 2025: Un fantôme dans la bataille : coproductrice[4]

## Prix
Hermida remporte le prix Goya de la meilleure direction de production pour L'Orphelinat en 2007, The Impossible en 2012, et Quelques minutes après minuit en 2016, ainsi qu'un prix du meilleur film documentaire pour Garbo: The Spy en 2010,,,. En 2013, elle remporte le prix Visual Effects Society des meilleurs effets visuels secondaires dans un long métrage pour The Impossible. En 2017, elle remporte le prix Gaudí de la meilleure production pour Quelques minutes après minuit.
En 2024, elle remporte le prix du meilleur film à la 38e cérémonie des Goyas pour Le Cercle des neiges aux côtés de Juan Antonio Bayona et de Belén Atienza.